# جيمس فلاك نوريس
جيمس فلاك نوريس (بالإنجليزية: James Flack Norris) هو كيميائي أمريكي، ولد في 20 يناير 1871 في بالتيمور في الولايات المتحدة، وتوفي في 4 أغسطس 1940 في بوسطن في الولايات المتحدة.